# Война против всех
«Война против всех» (англ. War on Everyone) — британский чёрный комедийный детектив о друзьях-полицейских 2016 года режиссёра Джона Майкла Макдонаха. Главные роли исполнили Александр Скарсгард, Майкл Пенья, Тео Джеймс. Съёмки начались 12 апреля 2015 в Альбукерке, Нью-Мексико. Премьера картины состоялась 12 февраля на 66-м Берлинском международном кинофестивале в рамках программы «Панорама». Прокат в Великобритании и Ирландии начался в октябре 2016 года, дистрибьютором выступила компания Icon Productions.

## Синопсис
Боб Боланьо и Терри Монро — два жуликоватых детектива полиции Альбукерке, раз за разом нарушающие закон, подставляя и используя преступников для получения личной выгоды. Их методы привели к тому, что они попали под горячую руку своего босса и получили последнее предупреждение. Они узнают об ограблении и решают поучаствовать в этом деле, ограбив преступников. К несчастью для них, организатор ограбления — человек не из их лиги, которого им стоит опасаться.

## В ролях
| Актёр               | Роль                     |
| ------------------- | ------------------------ |
| Александр Скарсгард | детектив Терри Монро     |
| Майкл Пенья         | детектив Боб Боланьо     |
| Тео Джеймс          | лорд Джеймс Мэнгэн       |
| Малкольм Барретт    | Реджи                    |
| Тесса Томпсон       | Джеки Холлис             |
| Калеб Лэндри Джонс  | Расселл Бёрдвелл         |
| Пол Райзер          | лейтенант Джерри Стэнтон |
| Стефани Сигман      | Делорес                  |
| Дэвид Уилмот        | Патрик Пауэр             |
| Деррик Бэрри        | Кимберли                 |
| Кит Джардин         | Барри Уэб                |

## Приём

### Критика
| Рейтинги        | Рейтинги |
| Издание         | Оценка |
| --------------- | --- |
| MovieMeter      | 2,7 из 5 звёзд · 2,7 из 5 звёзд · 2,7 из 5 звёзд · 2,7 из 5 звёзд · 2,7 из 5 звёзд |
| AllMovie        | 2,5 из 5 звёзд · 2,5 из 5 звёзд · 2,5 из 5 звёзд · 2,5 из 5 звёзд · 2,5 из 5 звёзд |
| КиноПоиск       | 6,341 из 10 звёзд · 6,341 из 10 звёзд · 6,341 из 10 звёзд · 6,341 из 10 звёзд · 6,341 из 10 звёзд · 6,341 из 10 звёзд · 6,341 из 10 звёзд · 6,341 из 10 звёзд · 6,341 из 10 звёзд · 6,341 из 10 звёзд |
| IMDb            | 5,8 из 10 звёзд · 5,8 из 10 звёзд · 5,8 из 10 звёзд · 5,8 из 10 звёзд · 5,8 из 10 звёзд · 5,8 из 10 звёзд · 5,8 из 10 звёзд · 5,8 из 10 звёзд · 5,8 из 10 звёзд · 5,8 из 10 звёзд                     |
| FilmAffinity    | 4,7 из 10 звёзд · 4,7 из 10 звёзд · 4,7 из 10 звёзд · 4,7 из 10 звёзд · 4,7 из 10 звёзд · 4,7 из 10 звёзд · 4,7 из 10 звёзд · 4,7 из 10 звёзд · 4,7 из 10 звёзд · 4,7 из 10 звёзд                     |
| Rotten tomatoes | / 58% |
| ČSFD            | 58% |
| Metacritic      | 50% |

На агрегаторе рецензий Rotten Tomatoes фильм имеет рейтинг одобрения 62% на основе 99 рецензий и среднюю оценку 5.6/10. Критический консенсус сайта гласит: «В „Войне против всех“ достаточно мрачного юмора и заразительной энергии, чтобы сделать этот несколько посредственный фильм от сценариста-режиссёра Джона Майкла МакДонаха интересным развлечением». При этом пользовательский рейтинг составляет 37% при средней оценке 2.8/5. На Metacritic фильм получил 50 баллов из 100 на основе 21 рецензии профессиональных критиков, что означает «смешанные или средние отзывы».
Питер Дебрюж, главный кинокритик еженедельника Variety, посмотрев фильм на Берлинале, заявил, что Джон Майкл «написал умный, предельно чёрный, доставляющий шутиху сценарий, бомбезно-развлекательное исполнение которого значительно отличается бо́льшим коммерческим потенциалом, чем предыдущие независимые фильмы Макдонаха — „Голгофа“ и „Однажды в Ирландии“».

### Награды и номинации
| Год  | Награда                                  | Категория                                                         | Номинант            | Результат |
| ---- | ---------------------------------------- | ----------------------------------------------------------------- | ------------------- | --------- |
| 2018 | Премия Гильдии музыкальных супервайзеров | Best Music Supervision for Film Budgeted Under 10 Million Dollars | Лиз Галлахер        | Номинация |
| 2016 | Toronto After Dark Film Festival         | Лучший комедийный фильм                                           | Джон Майкл Макдонах | Победа    |